# Коацинтла (муниципалитет)
Коацинтла (исп. Coatzintla) — муниципалитет в Мексике, штат Веракрус, расположен в регионе Тотонака. Административный центр — город Коацинтла.

## Экономика
Экономика муниципалитета основана на сельском хозяйстве.